# Andrena rhypara
Andrena rhypara är en biart som beskrevs av Pérez 1903. Andrena rhypara ingår i släktet sandbin, och familjen grävbin. Inga underarter finns listade i Catalogue of Life.